# كيت ماكغريغور
كيت ماكغريغور (بالإنجليزية: Kate McGregor)‏ هي ممثلة بريطانية، ولدت في 1972.

## وصلات خارجية
- كيت ماكغريغور على موقع IMDb (الإنجليزية)